# Comté de Crowley

Localisation du comté dans le Colorado.

Le comté de Crowley est un comté du Colorado. Son siège est Ordway.
Lorsque le comté est créé en 1911, par division du comté d'Otero, il reçoit le nom de John H. Crowley, alors sénateur du comté d'Otero.
Les quatre municipalités du comté sont Crowley, Olney Springs, Ordway et Sugar City.

## Démographie
| 1920  | 1930  | 1940  | 1950  | 1960  | 1970  |
| ----- | ----- | ----- | ----- | ----- | ----- |
| 6 383 | 5 934 | 5 398 | 5 222 | 3 978 | 3 086 |

| 1980  | 1990  | 2000  | 2010  | - | - |
| ----- | ----- | ----- | ----- | - | - |
| 2 988 | 3 946 | 5 518 | 5 823 | - | - |